# Kamp-Promenade
Die Kamp-Promenade ist ein Einkaufszentrum in der Innenstadt von Osnabrück, das am 16. September 2004 offiziell eröffnet wurde. Realisiert wurde das Projekt durch die Multi Development Germany GmbH (zuvor AM Development Germany GmbH). Seit Januar 2017 wird das Einkaufszentrum von der Völkel Company Asset Management GmbH aus Hamburg betrieben.

## Beschreibung
Bei der Kamp-Promenade handelt es sich um eine offene Innenstadterweiterung mit fünf Gebäudeteilen arrangiert um einen zentralen Platz mitten in der Osnabrücker Fußgängerzone. Mit der Errichtung des Zentrums ist im Bereich Große Straße/Kamp/Große Hamkenstraße und Kleine Hamkenstraße ein neues Quartier entstanden. Das Architekturkonzept für die Kamp-Promenade stammt von T+T Design aus Gouda (Niederlande), die Umsetzung erfolgte durch die Architekten Lindemann und Partner aus Braunschweig. Weitere Planungsleistungen erbrachten die Architekten Schröder Schulte-Ladbeck.
Die Promenade umfasst rund 15.600 m² Verkaufsfläche für ca. 25 Einheiten im Bereich Einzelhandel, Gastronomie und Dienstleistungen. Weiterhin wurden rund 3.200 m² Bürofläche und rund 245 Stellplätze in der eigenen Tiefgarage Kampgarage geschaffen.

## Logo
Das Logo der Kamp-Promenade stellt die fünf Gebäudeteile mit ihren unterschiedlichen Grundrissen und Fassaden-Materialien (unter anderem handgebrannter Klinker, Sandstein, vorpatiniertes Kupfer) in verschiedenen Farben dar.

## Auszeichnungen
Die Kamp-Promenade wurde im April 2005 vom International Council of Shopping Centers (ICSC) als „Bestes Europäisches Shopping Center“ ausgezeichnet und erhielt im Dezember 2005 weiterhin den ICSC International Design and Development Award 2005.